# Col·lagenopatia tipus II i XI
Les col·lagenopaties tipus II i XI són un grup de trastorns que afecten el teixit connectiu, el teixit que suporta les articulacions i els òrgans del cos. Aquests trastorns són causats per defectes de col·lagen tipus II o tipus XI. Els col·lagens són molècules complexes que proporcionen estructura, força i elasticitat al teixit connectiu. Els trastorns de col·lagen tipus II i tipus XI s'agrupen perquè tots dos tipus de col·lagen són components del cartílag que es troben a les articulacions i a la columna vertebral, l'orella interna i el vitri (la substància similar a la gelea que omple el globus ocular). Les col·lagenopaties tipus II i XI donen com a resultat característiques clíniques similars.